# 红旗营子乡
红旗营子乡，是中华人民共和国辽宁省鞍山市岫岩满族自治县下辖的一个乡镇级行政单位。

## 行政区划
红旗营子乡下辖以下地区：
红旗营子村、窝凤沟村、牌坊村、三道干沟村、茧场岭村、唐家堡村和矿山村。